# Passaici magyar szabadságharcos emlékmű
A passaici magyar szabadságharcos emlékmű az Amerikai Egyesült Államok New Jersey államának Passaic nevű településen 1986-1987-ben állított, Kúr Csaba szobrászművész által készített emlékmű, amely az 1956-os forradalomnak állít emléket. Ezen kívül az USA-ban egy hasonló szobor van, amely ugyanekkor épült Bostonban. A szobornak ezen kívül kifejezetten különlegessége, hogy nem csak az 56-os forradalomnak, hanem a Rákóczi-szabadságharcnak és az 1848–49-es forradalom és szabadságharcnak is emléket kíván állítani. Az 1956-os magyar forradalom emlékére, a New Jerseyben élő magyarok szervezete az Amerikai Magyar Polgári Liga Balogh Ernő vezetésével úgy döntött, hogy a keleti part egyik fő magyar központjában, Passaicban emlékművet állít a forradalom emlékezetére. 
1986-ban gyűjtés indult, hogy a szobrot mielőbb fel lehessen állítani. Emellett a városi hatóságokkal is megindult az egyeztetés, s Passaic város vezetése nyitottnak mutatkozott a javaslat irányában. Ebben sok segítséget adott (s egyben mutatja a magyarság akkori jelentőségét a településen) ifj. Karaszegi Imre, aki a városi tanács ügyvivője volt. Az első kapavágásokat 1986. októberében végezték el, de a magyarság lelkesedését látva a városi tanács hamarosan úgy döntött, hogy a városi Memorial parkban, ahol az elesett katonák emlékműve is található, az első kijelölt helynél sokkal méltóbb helyen biztosít helyet. 
A szobor létrejöttének szervezését  a Magyar Szabadságharcos Emlékmű Bizottság végezte el. A szobor elkészítésére Kúr Csaba Amerikában élő magyar származású szobrászművészt kérték fel (aki többek között a washingtoni Capitoliumban található Kossuth Lajos-szobrot is alkotta).
A szobor ünnepélyes felavatására 1987. október 25-n került sor több ezer magyar és a helyi hatóságok képviselői előtt. A felavatást levélben köszöntötte Ronald Reagan akkori amerikai elnök, illetve számos vezető politikus. A szobor a helyi magyarság jelentős találkozási pontjává vált, minden évben a nagyobb nemzeti ünnepkor megkoszorúzzák.